# Vicia melanops
Vicia melanops — вид квіткових рослин з родини бобових (Fabaceae). Ареал: Албанія, Болгарія, Чехія, Словаччина, Франція, Греція, Італія (зокрема Сардинія, Сицилія), Туреччина (зокрема європейська), Боснія і Герцеговина, Хорватія, Чорногорія, Північна Македонія, Сербія, Словенія.

## Біоморфологічна характеристика
Це волосата трав'яниста однорічна рослина. Стебла розпростерті або виткі, 20–90 см, жолобчасті, притиснуто-волосисті. Листя чергове, 5–8 см завдовжки, перисте, з (3)6–10 листочками; листочки 5–25 × 2–12 мм, від еліптичних і довгастих до клиноподібно-довгастих, іноді лінійно-ланцетні, зазвичай тупі до виїмчастих; прилистки дрібні, до 7 мм завдовжки, гострозубчасті у нижніх листках; вусики довгі, здебільшого гіллясті. Квітки ростуть по 1–4 на коротких квітконіжках у пазухах листків, триколірні. Чашечка 7–9 мм, трубчасто-дзвоникова, горбиста, з косим гирлом, ± запушена; зубці лінійно-шилоподібні, нерівні, нижні приблизно такої ж довжини, як трубка. Віночок завдовжки 15–22 мм; стандартний листочок латунно-жовтий, відгин вузький, трохи коротший за ± сосочкоподібний кіготь; кіль пурпуровий; крила чорнуваті на верхівці. Тичинок 10. Біб довгасто-ланцетний, 2–5 см × 6–10 мм, дзьобатий, голий, за винятком ± горбкоподібно-війчастих швів, звисає та жовтуватий при дозріванні. Насінини 2–7. Період цвітіння: квітень — червень.

## Середовище
Зустрічається на висотах від 150 до 1300 метрів над рівнем моря. Vicia melanops зростає в лісах і рідше як сільськогосподарський бур'ян. Хоча це не поширений вид, він, здається, не піддається жодним серйозним загрозам.

## Використання
Як зазначено в оцінці Європейського червоного списку для цього виду, він не має відомих видових застосувань, але може випасатися дикими та одомашненими видами на пасовищах та сільськогосподарських угіддях. Також вид має потенціал для використання як донор генів для покращення сільськогосподарських культур.